# Simon T. Franzmann
Simon Tobias Franzmann (* 1977 in Köln) ist ein deutscher Politikwissenschaftler.

## Leben
Franzmann wuchs in Weilerswist auf. Nach dem Abitur (Emil-Fischer-Gymnasium) und Zivildienst (Diakonisches Werk) in Euskirchen studierte er von 1997 bis 2003 an der Universität zu Köln Volkswirtschaftslehre sozialwissenschaftlicher Richtung mit Politikwissenschaft als Schwerpunktfach. Im Anschluss nahm er in Köln ein Promotionsstudium auf, das er unter der Betreuung von André Kaiser  2009 mit der Dissertation „Die Analyse von Parteiensystemen auf der Basis von Wahlprogrammdaten“ abschloss.
Anschließend war er in Köln als wissenschaftlicher Mitarbeiter tätig, ehe er im Oktober 2010 an die Universität Potsdam wechselte. Von 2011 bis 2012 vertrat er ein Jahr lang den Lehrstuhl für Vergleichende Regierungslehre an der Universität Greifswald. Ab 2012 war er als Akademischer Rat an der Universität Düsseldorf am Lehrstuhl von Thomas Poguntke tätig und wurde dort 2017 habilitiert. Von 2017 bis 2018 vertrat er ein Semester lang den Lehrstuhl für Vergleichende Politikwissenschaft an der LMU München.
Nachdem Franzmann von Oktober 2019 bis Februar 2020 an der Universität Siegen den Lehrstuhl für das Politische System der Bundesrepublik Deutschland vertreten hatte, wurde er anschließend selbst für diese Professur berufen. Im April 2021 wechselte er an die Universität Göttingen und übernahm dort die Professur für Demokratieforschung. Er ist Leiter des Instituts für Demokratieforschung.
Seine Schwerpunkte in Forschung und Lehre sind Theorie und Empirie des Parteienwettbewerbs, Opposition, Populismus und Extremismus, Forschungslogik und Inhaltsanalyse.

## Publikationen
- Analyse im Auftrag der Friedrich-Ebert-Stiftung Niedersachsen hat gewählt. Kurzanalyse der Niedersächsischen Landtagswahl 2022